# Żelechów
Żelechów é um município da Polônia, na voivodia da Mazóvia e no condado de Garwolin. Estende-se por uma área de 12,14 km², com 4 046 habitantes, segundo os censos de 2016, com uma densidade de 333,6 hab/km².